# Yehudah Amichai
Yehudah Amichai, född Ludwig Pfeuffer 3 maj 1924 i Würzburg, död 22 september 2000 i Jerusalem, var en israelisk författare.
Familjen utvandrade till Brittiska Palestinamandatet 1936. Under andra världskriget deltog han i den judiska brigaden på Storbritanniens sida.